# Апука (река)
Апу́ка (Апукваям) — река на северо-востоке Корякского нагорья в России. Протекает по территории Олюторского района Камчатского края.

## Гидрография
Исток реки находится на северном склоне хребта Укэлаят, в крупном каровом леднике, затем река, в верховьях имеющая название Апукваям, огибает хребет с севера и запада и поворачивает в южном направлении, протекая по широкой межгорной впадине, со следами последнего горно-долинного оледенения. Впадает в Олюторский залив Берингова моря. Длина — 296 км, площадь бассейна 13 600 км². По площади бассейна Апука занимает 5-е место среди рек Камчатского края и 69-е — в России. Густота речной сети 0,91 км/км².
В верхнем течении Апукваям носит горный характер в сочетании с классическими формами ледникового рельефа: карами, трогами, бараньими лбами, кекурами, моренами. В среднем и нижнем течении (где и называется Апука) приобретает черты равнинной реки: русло делится на рукава и пойменные протоки, сильно меандрирует, в пойме обилие стариц и маленьких озёр. В нижнем течении долина Апуки широкая, заболоченная, образует вытянутую дельту, заканчивающуюся лиманом. Речной лиман отделен от Олюторского залива песчано-галечной косой.

## Гидрологический режим
Продолжительность половодья 65-75 дней, заканчивается в начале августа. Река начинает замерзать в начале октября, устойчивый ледяной покров устанавливается в конце октября — начале ноября. Продолжительность ледостава 220—240 дней. Толщина льда достигает 120 см. Река вскрывается в конце апреля — начале мая.
Температура воды летом в среднем составляет +5 °C … +8 °C. Мутность воды 25-50 мг/л. Минерализация воды в период максимального стока не превышает 50 мг/л. По химическому составу речная вода относится к гидрокарбонатному классу и кальциевой группе.
Среднемноголетний расход воды в устье 340 м³/с (объём стока 10,731 км³/год). Питание реки в основном снеговое и составляет 65-80 % годового водного стока. Роль подземного питания повышается в маловодные годы.

## Климат бассейна
Климат бассейна морской субарктический. Зима продолжительная, но мягкая, средняя температура воздуха в январе составляет −12 °C, температура февраля (самого холодного месяца) не опускается ниже −18 °C. Лето прохладное, средняя температура +10 °C до +12 °C. Среднегодовое количество осадков в бассейне Апуки 600 мм, из них 40-45 % приходится на холодный период года (ноябрь-март). Самые дождливые месяцы — июль-сентябрь (около 50 мм осадков в месяц), самые сухие — февраль-март (15-20 мм осадков ежемесячно).

## Гидроним
Название в переводе с коряк. Апоӄкагыйӈын — «край устья реки». Чукотское название Апоӄкагыргын.

## Хозяйственное использование
На берегах реки расположены национальные посёлки Ачайваям и Апука, жители которых (коряки и чукчи) занимаются оленеводством, охотой и сезонным промыслом заходящей на нерест красной рыбы: нерки, чавычи, кеты, горбуши, кижуча.

## Притоки
Объекты перечислены по порядку от устья к истоку.
- 1 км: река без названия
- 12 км: Ляктаканляваям
- 21 км: река без названия
- 23,7 км: водоток прот. Пылговаям
- 24 км: река без названия
- 41 км: река без названия
- 41 км: Большой Ольховаям
- 42 км: Малый Ольховаям
- 44 км: Атукваям
- 53 км: Тылмай
- 62 км: река без названия
- 64 км: Ремтенвынваям
- 69 км: Илкываям
- 73 км: Козийваям
- 74 км: река без названия
- 82 км: Атайнауваям
- 84 км: Сенайваям
- 88 км: Эльпиткуневаям
- 95 км: Ачальнаваям
- 96 км: Качкинайваям
- 97 км: река без названия
- 100 км: Аппанаваям
- 102 км: Ничакваям
- 108 км: река без названия
- 112 км: Ачайваям (река)
- 118 км: река без названия
- 126 км: Вилюнгайваям
- 134 км: Аутанваям
- 137 км: река без названия
- 138 км: река без названия
- 145 км: река без названия
- 148 км: Хочмоваям
- 154 км: река без названия
- 156 км: река без названия
- 158 км: река без названия
- 161 км: Эгеймаваям
- 166 км: река без названия
- 167 км: Майнгын-Эльвургинваям
- 169 км: Кай-Клюпе
- 172 км: Майн-Куюр
- 176 км: Нанкичнатваям
- 179 км: Млётываям
- 186 км: Майнгын-Эляйваям
- 190 км: река без названия
- 191 км: Навкерваям
- 192 км: Пакляваям
- 196 км: Кай-Эляйваям
- 202 км: река без названия
- 205 км: река без названия
- 211 км: река без названия
- 212 км: Хачиливаям
- 215 км: Яёлваям, Яёлваям Левая
- 218 км: Майн-Ачиканджауваям
- 225,7 км: река Нкикваям
- 226,1 км: река Кай-Ачи
- 229 км: Як-Якваям
- 233 км: Итыквуваям
- 235 км: река без названия
- 241 км: Большой Маёкливаям
- 248 км: Мильгернайваям
- 250 км: Чичайваям
- 267 км: Эчванинан
- 274 км: река без названия
- 281 км: река без названия